# Ліберець
Лі́берець (Ліберец, чеськ. Liberec locally [ˈlɪbɛrɛts] ( прослухати); Райхенберґ, нім. Reichenberg) — місто в Чехії, на річці Ниса-Лужицька, адміністративний центр Ліберецького краю.
Місто вперше згадується в 1348. Текстильна промисловість розвинена в місті з 16 століття. Розквіт міста припадає на кінець XIX століття. У XIX—XX ст. місто мало значну німецьку громаду. Ліберець (Райхенберг) був центром нацистської Судетської Німеччини.
Важливий центр текстильної промисловості (вовняні, шовкові, бавовняні тканини). Машинобудування (виробництво устаткування для текстильної промисловості, автомобілебудування — «Ліберецький автомобільний завод»). Проводяться текстильні ярмарки.
Ліберець з'єднаний із сусіднім Яблонцем трамвайною лінією.
Національна наукова бібліотека (у новому будинку, побудованому 2000 р.).

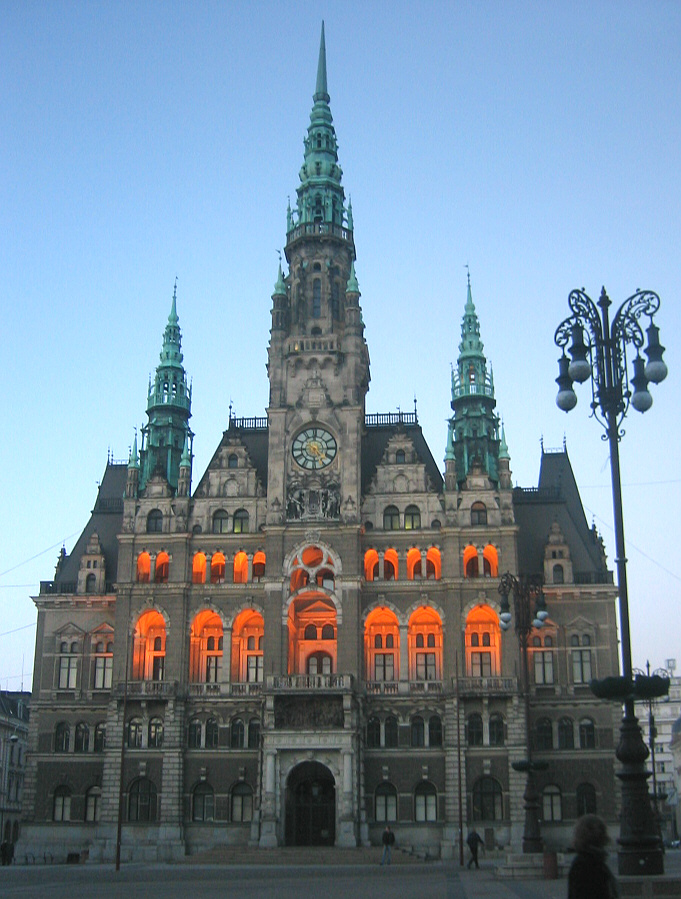
Ратуша Ліберця (Райхенберга)

Місто відоме ратушею (1893, висота — 65 м); церквою Святого Розп'яття в стилі бароко; телевежею на горі Єштєд, побудованою в 1968 (нині вона є символом міста); картинною галереєю. Є зоопарк — один із найвідоміших у Європі. Найбільший у країні торгово-розважальний центр «Вавилон».

## Географія
Місто розташоване на північному заході Чехії.

### Клімат
| Клімат Ліберця          | Клімат Ліберця | Клімат Ліберця | Клімат Ліберця | Клімат Ліберця | Клімат Ліберця | Клімат Ліберця | Клімат Ліберця | Клімат Ліберця | Клімат Ліберця | Клімат Ліберця | Клімат Ліберця | Клімат Ліберця | Клімат Ліберця |
| Показник                | Січ.           | Лют.           | Бер.           | Квіт.          | Трав.          | Черв.          | Лип.           | Серп.          | Вер.           | Жовт.          | Лист.          | Груд.          | Рік            |
| Середній максимум, °C   | 0,2            | 2,0            | 6,4            | 12,0           | 17,4           | 20,3           | 21,9           | 21,9           | 17,6           | 12,4           | 5,4            | 1,5            | 11,6           |
| Середня температура, °C | −2,2           | −1             | 2,4            | 6,8            | 11,9           | 14,9           | 16,5           | 16,1           | 12,5           | 8,2            | 2,8            | −0,8           | 7,3            |
| Середній мінімум, °C    | −4,7           | −3,7           | −1             | 2,3            | 6,6            | 9,8            | 11,3           | 11,1           | 8,4            | 4,9            | 0,6            | −3,1           | 3,5            |
| Днів з опадами          | 11             | 10             | 11             | 9              | 10             | 12             | 11             | 10             | 9              | 9              | 11             | 13             | 126            |
| ----------------------- | -------------- | -------------- | -------------- | -------------- | -------------- | -------------- | -------------- | -------------- | -------------- | -------------- | -------------- | -------------- | -------------- |
| Джерело: www.yr.no      |                |                |                |                |                |                |                |                |                |                |                |                |                |

## Економіка
Найбільшими роботодавцями зі штаб-квартирою в Ліберці та щонайменше 1000 співробітників є:
- Регіональна лікарня Ліберець 4 000–4 999 осіб
- Denso Manufacturing 2000–2499осіб
- Magna Exteriors (Богемія) 1500–1999 осіб
- Регіональне управління поліції Ліберецького краю 1500–1999 осіб
- Технічний університет Ліберця 1000–1499 осіб
- Webasto Roof & Components Czech Republic 1000–1499 осіб

Ліберецько-Яблонецька агломерація була визначена як інструмент для залучення коштів з європейських структурних та інвестиційних фондів. Це територія, яка включає міста Ліберець і Яблонець-над-Нісою та їх околиці, пов’язані з містами поїздками та міграцією. Населення становить близько 227 тис.

## Транспорт
Міський транспорт Ліберця забезпечує автобусні та трамвайні лінії. Перший трамвай був використаний у Ліберці в 1897 році. Ліберець має спільну трамвайну лінію шириною 1435 мм (4 фути 8+1⁄2 дюйма), яка з’єднує його з сусіднім Яблонцем-над-Нісою. Є також дві міські лінії зі стандартною колією 1435 мм (4 фути 8+1⁄2 дюйма). Перший з’єднує Горні Ганичов (поруч з канатною дорогою на Єштед) і Лідове Сади через Фюгнерову. Другий з’єднує Дольні Ганичів і Лідові Сади через Фюгнерову (лише в робочі дні). Є також чотири історичні трамваї. У центрі міста є дві меморіальні доріжки; у минулому трамваї використовували також на центральному місці перед мерією.
Через Ліберець проходить європейська траса E442.
Автовокзал Ліберець (Autobusové nádraží Liberec) обслуговує міжміські та міжнародні автобусні маршрути, а розташований неподалік Центральний залізничний вокзал обслуговує залізничні маршрути.
Приватний міжнародний аеропорт розташований у Ліберці XX-Осташов.

## Освіта і наука
Технічний університет Ліберця був заснований у 1953 році як «Університет машинобудування в Лібереці». У 1995 році після того, як кількість спеціальностей зросла, університет був перейменований. Він особливо відомий своїми дослідженнями в галузі текстильної техніки. У ньому навчається близько 9000 студентів на 6 факультетах (машинобудування, текстильної інженерії, мистецтва та архітектури, мехатроніки, інформатики та міждисциплінарних досліджень, науково-гуманітарних наук та освіти та економіки), а також Інститут наноматеріалів, передових технологій та інновацій.
Регіональна науково-дослідна бібліотека в Ліберці є загальнодоступною науковою бібліотекою, спрямованою на загальну освіту в регіоні. Заснована в 1900 році на підставі рішення міської ради про заснування міської бібліотеки. Він має виняткову колекцію германо-слов'янської та судетичної (періодичні видання та книги німецькою мовою з Богемії). У 2000 році на місці Старої синагоги, спаленої нацистами в листопаді 1938 року, було завершено будівництво нової будівлі. До її складу входить також сучасна Нова синагога.

## Культура
Mateřinka — це театральний фестиваль, який проводиться раз на два роки в червні.

## Спорт
Місто є домом для ФК «Слован Ліберець», футбольного клубу, заснованого в Лібереці, який виступає у першій лізі Чехії, вищому рівні. «Слован Ліберець» є одним із найуспішніших клубів Чехії, вигравши три чемпіонські титули. Є ще SK VTJ Rapid Liberec. Грає в одному з найнижчих дивізіонів.
Хокейна команда HC Bílí Tygři Liberec грає в чеській Екстралізі, національному вищому рівні. Він грає на арені Home Credit.
Ліберець прийняв два Чемпіонати Європи з санного спорту, у 1914 та 1939 роках. У 2009 році тут відбувся Чемпіонат світу FIS з лижного спорту. Кубок світу зі стрибків на лижах завжди приходить у Ліберець у січні. Чемпіонат світу з карате відбувся у травні 2011 року.
У 2015 році Ліберець приймав Чемпіонат світу з орієнтування на гірських велосипедах 2015 року.
Мотоциклетний спідвей проходить на Pavlovický Stadion. Він був побудований у 1930 році. Найважливішою подією, яка проходила на ньому, був півфінал Чемпіонату світу серед молоді до 21 року у 2019 році. На стадіоні змагалася команда Start Gniezno Liberec.

## Українці в Ліберці
У червні 1927 р. з ініціативи української громади Ліберця встановлено пам'ятник воякам Гірської бригади Української Галицької Армії; 6 вересня 2018 р. урочисто відкрито цей відреставрований коштом України пам'ятник на військовому цвинтарі Рупрехтіце. Автор проєкту — визначний художник-графік Василь Касіян, що зобразив тіло вбитого стрільця, над яким завмерли в горі дружина та дві донечки. Журнал «Український Скиталець», перше, рукописне, число якого вийшло в Ліберці 1 листопада 1920 року. Навколо журналу об'єдналися митці, більшість з яких раніше співпрацювали з пресквартирою УГА, а саме: поручники Іван Іванець та Юліан Буцманюк, четарі Ярослав Фартух, І. Сарден, Михайло Бринський і Володимир Кобринський, хорунжий Василь Касіян, стрільці Василь Петрук, Степан Дзидз, Володимир Яценків, підхорунжий Онуфрій Пастернак. Редагував «Український скиталець» вояк Галицької армії Яків Голота.

## Персоналії
- Отфрід Пройслер (1923) — німецький дитячий письменник, казкар
- Барбара Буше (*1944) — італійська актриса, фотомодель.